# Erwin Więckowski
Erwin Emil Juliusz Więckowski (ur. 31 maja 1894 w Wiedniu, zm. 19 grudnia 1975 w Toronto) – pułkownik dyplomowany piechoty Wojska Polskiego II Rzeczypospolitej, prezydent Poznania, I-wiceprezes Zarządu Okręgu Poznań Związku Legionistów Polskich w 1936 roku, kawaler Orderu Virtuti Militari.

## Życiorys
Erwin Więckowski urodził się 31 maja 1894 roku w Wiedniu, w rodzinie Ferdynanda i Eugenii z Bartschów. Był starszym bratem pułkownika SG Mieczysława Nicefora (1895–1926). W 1912 roku złożył maturę w gimnazjum w Jarosławiu.
W czasie I wojny światowej walczył w 4 pułku piechoty Legionów. We wrześniu 1921, po ukończeniu I Kursu Normalnego Wyższej Szkoły Wojennej w Warszawie, przydzielony został do dowództwa 25 Dywizji Piechoty w Kaliszu na stanowisko szefa sztabu. 14 stycznia 1925 roku został przydzielony do Inspektoratu Armii Nr 3 w Toruniu na stanowisko I referenta. 23 października tego roku został przeniesiony do Dowództwa Okręgu Korpusu Nr I w Warszawie na stanowisko szefa sztabu.

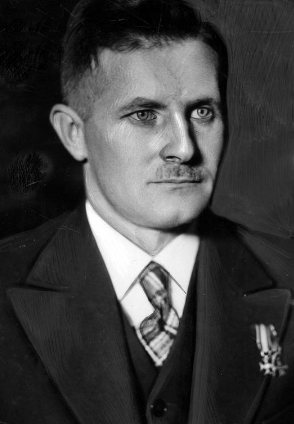
Erwin Więckowski (1934–1937)

W czasie przewrotu majowego 1926 roku opowiedział się po stronie Józefa Piłsudskiego. 31 marca 1927 roku został przeniesiony do 36 pułku piechoty Legii Akademickiej w Warszawie na stanowisko dowódcy pułku. Obowiązki dowódcy pułku przyjął 13 kwietnia 1927 roku od pułkownika Kazimierza Sawickiego. 12 marca 1929 roku został przeniesiony do kadry oficerów piechoty z równoczesnym przeniesieniem służbowym do dyspozycji I wiceministra spraw wojskowych i zachowaniem dotychczasowego dodatku służbowego. 4 czerwca 1930 roku został mianowany zastępcą dowódcy Okręgu Korpusu Nr VII w Poznaniu. Po zlikwidowaniu stanowiska zastępcy dowódcy okręgu korpusu objął funkcję pomocnika dowódcy OK VII, a następnie pomocnika dowódcy OK VII do spraw uzupełnień. Z dniem 30 września 1934 roku został zwolniony ze stanowiska pomocnika dowódcy OK VII do spraw uzupełnień i przeniesiony w stan nieczynny bez poborów. 30 września 1937 roku został przeniesiony w stan spoczynku.
Będąc w stanie nieczynnym został powołany na stanowisko komisarycznego prezydenta Poznania. Pod koniec 1937 roku zrezygnował z tego stanowiska i został dyrektorem finansowym Zakładów im. H. Cegielskiego.
We wrześniu 1939 roku ewakuował się z dyrekcją tych zakładów przez Rumunię do Francji, gdzie pracował w komisji kwalifikacyjnej legii oficerskiej, a potem w administracji Polskich Sił Zbrojnych. Po upadku Francji trafił do Wielkiej Brytanii, gdzie nadal pełnił wiele odpowiedzialnych funkcji w Wojsku Polskim. 31 grudnia 1942 roku został przeniesiony z Brygady Szkolnej do Dowództwa I Korpusu Pancerno-Motorowego na stanowisko kwatermistrza.
W latach 1943–1945 był szefem sztabu I Korpusu Polskiego. Po demobilizacji ukończył Polski Wydział Prawa Uniwersytetu w Oksfordzie, a w roku 1953 przeniósł się z rodziną do Kanady. Po śmierci został na własne życzenie pochowany na cmentarzu parafii św. Wojciecha w Poznaniu. Miał córkę i dwóch synów, jeden z nich - Jerzy pracował w Kanadzie jako inżynier energetyki jądrowej.

## Awanse
- chorąży – 5 listopada 1914
- podporucznik – 20 sierpnia 1915
- porucznik – 1 listopada 1916
- podpułkownik – 3 maja 1922 zweryfikowany ze starszeństwem z 1 czerwca 1919 i 165. lokatą w korpusie oficerów piechoty
- pułkownik – 1 grudnia 1924 ze starszeństwem z 15 sierpnia 1924 i 33. lokatą w korpusie oficerów piechoty

## Ordery i odznaczenia
- Krzyż Srebrny Orderu Wojskowego Virtuti Militari nr 6027 (17 maja 1922)[15][16]
- Krzyż Komandorski Orderu Odrodzenia Polski (10 listopada 1938)[17]
- Krzyż Niepodległości (6 czerwca 1931)[18]
- Krzyż Oficerski Orderu Odrodzenia Polski (3 maja 1928)[19][20]
- Krzyż Walecznych (czterokrotnie: po raz 1, 2 i 3 w 1922[21])
- Złoty Krzyż Zasługi (dwukrotnie: 10 listopada 1928[22], 11 listopada 1936[23])
- Medal Pamiątkowy za Wojnę 1918–1921
- Medal Dziesięciolecia Odzyskanej Niepodległości